# NGC 176
NGC 176 ist ein offener Sternhaufen im Sternbild Tukan mit einer Winkelausdehnung von 1,0' und einer scheinbaren Helligkeit von 13,01 mag. 
Er wurde am 12. August 1834 von John Frederick William Herschel entdeckt.